# Contea di Washington (Oregon)
La contea di Washington (in inglese Washington County) è una contea dello Stato dell'Oregon, negli Stati Uniti. La popolazione al censimento del 2000 era di 445 342 abitanti. Il capoluogo di contea è Hillsboro.

## Geografia
La contea si trova nel nord-ovest dello Stato. Il territorio occupa gran parte della Tualatin Valley formata dal fiume Tualatin, il fiume principale della contea. A ovest si trova la Catena Costiera dell'Oregon, a nord il fiume Columbia e a est i monti Tualatin.
A Beaverton ha sede l'azienda Nike.

### Contee confinanti
- Contea di Columbia - nord
- Contea di Multnomah - est
- Contea di Clackamas - sud-est
- Contea di Yamhill - sud
- Contea di Tillamook - ovest
- Contea di Clatsop - nord-ovest

## Storia
La contea fu creata con il nome di Tuality District nel 1843. Nel 1849 il nome fu cambiato in onore del presidente George Washington. I confini odierni furono stabiliti nel 1854.

## Comuni

### Cities
| - Banks - Beaverton - Cornelius - Durham - Forest Grove - Gaston - Hillsboro (capoluogo) - King City | - Lake Oswego - North Plains - Portland - Rivergrove - Sherwood - Tigard - Tualatin - Wilsonville |

### Census-designated places
| - Aloha - Bethany - Bull Mountain - Cedar Hills - Cedar Mill - Cherry Grove - Dilley - Garden Home–Whitford | - Marlene Village - Metzger - Oak Hills - Raleigh Hills - Rockcreek - West Haven-Sylvan - West Slope |